# Nicolas Bacri

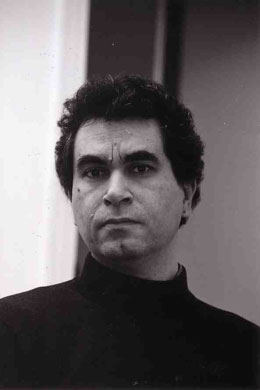
Nicolas Bacri (2006)

Nicolas Bacri (* 23. November 1961 in Paris) ist ein französischer zeitgenössischer Komponist.

## Leben und Wirken
Nicolas Bacri hatte als Siebenjähriger ersten Klavierunterricht und studierte dann Harmonielehre, Kontrapunkt, Analyse und Komposition bei Françoise Gangloff-Levéchin, Christian Manen und ab 1979 bei Louis Saguer, der ihn für die Aufnahmeprüfung am Pariser Konservatorium vorbereitete.
Dort studierte Bacri Komposition bei Michél Philippot und Serge Nigg, Musikanalyse bei Claude Ballif und Orchestration bei Marius Constant. In dieser Zeit entstanden seine ersten Kompositionen, darunter ein Streichquartett, ein Klavier- und ein Violinkonzert (das 1985 bei Radio France uraufgeführt wurde). 1983 erhielt er den ersten Preis im Fach Komposition, der mit einem zweijährigen Studienaufenthalt in der Villa Medici in Rom verbunden war. Hier entstanden u. a. ein Cellokonzert und seine erste Sinfonie.
Nach seiner Rückkehr nach Frankreich arbeitete er u. a. für Radio France und war Mitglied der Commission symphonique der SACEM. Von 1991 bis 1993 folgte ein Studienaufenthalt in der Casa de Velázquez in Madrid, wo er seine monumentale Sinfonia da Requiem, ein Streichsextett, ein Trompetenkonzert und weitere Werke komponierte.
Von 1993 bis 1998 hielt er sich auf Einladung der Gesellschaft Pour Que l'Esprit Vive in der Abtei La Prée auf, wo er an der Organisation der jährlichen Rencontres Musicales mitwirkte. 1995 wurde er Composer in Residence des Orchestre de Picardie in Amiens, für das er seine Sinfonie Sturm und Drang komponierte.
In der Folge entstand ein umfangreiches kompositorisches Werk, das u. a. sieben Sinfonien, Partiten und Suiten für Orchester, Instrumentalkonzerte, Kammermusik und Werke für Soloinstrumente, Lieder, Chor- und Bühnenwerke umfasst. Sein Werkverzeichnis umfasst mehr als 150 Opuszahlen.
Im Juli 2010 wurde im Festspielhaus Baden-Baden sein Werk Quasi una fantasia für drei Soloviolinen und Orchester op. 118 uraufgeführt. Es spielten die Solistinnen Lisa Batiashvili, Alina Pogostkina, Baïba Skride und das Mahler Chamber Orchestra unter Leitung von Constantinos Carydis.
2011 heiratete er die Pianistin Éliane Reyes.